# Syzygy (Unternehmen)
Die Syzygy AG (Eigenschreibweise auch SYZYGY) ist eine international tätige deutsche Full-Service-Agentur im Bereich digitales Marketing. Gemessen am Umsatz in Deutschland liegt das Unternehmen auf Platz 10 der größten deutschen Internetagenturen (Stand 2024). Das Unternehmen bietet strategische Beratung, Projektplanung, Konzeption, Suchmaschinen-Marketing, Managed Hosting und Online-Mediaplanung an.
Die Syzygy AG verfügt über neun operative Gesellschaften mit Standorten in Bad Homburg und Frankfurt am Main, Berlin, Hamburg, London, München, New York und Warschau.

## Namensgebung

2011 abgelöstes Logo

Der Name des Unternehmens stammt aus der Astronomie und beschreibt eine geradlinige Konstellation dreier Himmelskörper in einem Gravitationssystem.

## Konzernstruktur
Aus der Fusion der Syzygy UK Ltd. (London), der United Media (Bad Homburg) sowie NetForce (Frankreich) ging im Jahr 2000 die Syzygy AG hervor.
Neben Syzygy, Syzygy Techsolutions und Syzygy Performance sind folgende Gesellschaften Teil der Syzygy-Gruppe:
- Hi-ReS! (2008) – Designstudio (London, Berlin)[4]
- uniquedigital (2009) – entstand aus der Fusion der GFEH Gesellschaft für elektronischen Handel mbH (Hamburg) und der Unique Digital (London)[5]
- Ars Thanea (2014) – Designstudio (Warschau)[6]
- USEEDS° (2016) – Designagentur (Berlin)[7]
- Catbird Seat (2017) – digitales Performance-Marketing[8]
- diffferent GmbH (2017) – Strategieberatung[9]

## Geschäftszahlen und Kurse
Seit 2000 ist das Unternehmen an der Frankfurter Wertpapierbörse notiert. Die Aktie wird im Prime Standard des Regulierten Marktes gelistet.
Im November 2002 sah das Handelsblatt die am Neuen Markt gehandelte Aktie „so tief gefallen, dass der aktuelle Aktienkurs niedriger ist, als das Bargeld pro Aktie“. Im März 2003 berichtete die Frankfurter Allgemeine Zeitung von einem Konzernergebnis von 0,9 Millionen Euro und konstatierte, dass „die Wende offenbar geschafft“ worden sei. Das Magazin Der Aktionär bezeichnete Syzygy 2013 als „Dividendenperle“.
Im Geschäftsjahr 2024 erwirtschaftete die SYZYGY Group globale Umsatzerlöse von 69,4 Mio. Euro, davon etwa 56,4 Mio. Euro in Deutschland.

## Kunden
Zu den Kunden gehören nach Unternehmensangaben unter anderem Audi, BMW, Bosch, Die Bundesregierung, Condor, Commerzbank, Deutsche Bank, Eucerin, Hilti, HUK-Coburg, Hymer, Kyocera, Lufthansa, Mazda, Miles & More, mobile.de, o2 Telefónica, PayPal, Porsche, Sennheiser, Volkswagen und Wempe.

## Weiterführende Informationen
Im New Media Ranking 2009 der deutschen Internet-Agenturen nach Umsatz belegte Syzygy Platz 4 und wurde bis einschließlich 2012 in neueren Ausgaben nicht mehr gelistet. Im New Media Ranking 2014 belegte Syzygy nach Umsatz den achten Platz, fiel 2016 aus den Top Ten und trat 2019 mit Platz 9 wieder ein.
Marco Seiler, Vorstandsvorsitzender der Syzygy-Gruppe, wurde 2014 mit dem Horizont Award „Person des Jahres“ in der Kategorie „Agentur“ ausgezeichnet.
Lars Lehne übernahm Mitte 2016 den Vorstandsposten von Gründer Marco Seiler. Von 2021 bis 2023 hat Franziska von Lewinski die Position als CEO übernommen. Frank Wolfram übernahm die Leitungsposition als Vorstandsvorsitzenden zum 1. Juli 2024.